# Saint-Cernin (tổng)
Tổng Saint-Cernin là một tổng thuộc tỉnh Cantal trong vùng Auvergne-Rhône-Alpes.

## Địa lý
Tổng này được tổ chức xung quanh Saint-Cernin ở quận Aurillac. Độ cao khu vực này dao động từ 424 m (Saint-Illide) đến 1 228 m (Girgols) với độ cao trung bình 734 m.

## Hành chính
| Giai đoạn                 | Ủy viên        | Đảng           | Tư cách |
| ------------------------- | -------------- | -------------- | ------- |
| 21 Được bầu vòng đầu tiên | Michel Lehours | Divers Cánh tả |         |

## Các đơn vị trực thuộc
Tổng Saint-Cernin gồm 7 xã với dân số 2 578 người (điều tra dân số năm 1999, dân số không tính trùng)
| Xã                       | Dân số | Mã bưu chính | Mã insee |
| ------------------------ | ------ | ------------ | -------- |
| Freix-Anglards           | 195    | 15310        | 15072    |
| Girgols                  | 73     | 15310        | 15075    |
| Saint-Cernin             | 1 128  | 15310        | 15175    |
| Saint-Cirgues-de-Malbert | 226    | 15140        | 15179    |
| Saint-Illide             | 668    | 15310        | 15191    |
| Tournemire               | 145    | 15310        | 15238    |
| Besse                    | 143    | 15140        | 15269    |

## Biến động dân số
| 1962                                                     | 1968  | 1975  | 1982  | 1990  | 1999  |
| -------------------------------------------------------- | ----- | ----- | ----- | ----- | ----- |
| 3 391                                                    | 3 818 | 3 292 | 2 970 | 2 771 | 2 578 |
| Nombre retenu à partir de 1962 : dân số không tính trùng |       |       |       |       |       |